# Darzeh Konān
Darzeh Konān (persiska: درزه‌کنان) är en ort i Iran.   Den ligger i provinsen Västazarbaijan, i den nordvästra delen av landet, 600 km väster om huvudstaden Teheran. Darzeh Konān ligger 1 357 meter över havet och antalet invånare är 272.
Terrängen runt Darzeh Konān är platt norrut, men söderut är den kuperad.Runt Darzeh Konān är det ganska tätbefolkat, med 83 invånare per kvadratkilometer. Närmaste större samhälle är Salmās, 5,6 km nordväst om Darzeh Konān. Trakten runt Darzeh Konān består till största delen av jordbruksmark.